# 迪克·乔伊斯
迪克·乔伊斯（英語：Dick Joyce，1946年5月1日—），新西兰前男子赛艇运动员。他曾代表新西兰参加1968年和1972年夏季奥林匹克运动会赛艇比赛，获得二枚金牌。